# Supergêmeos
Os Super Gêmeos (AO 1980' Supergêmeos) são personagens criados pela Hanna-Barbera para o desenho Super Amigos. Eles são um casal de irmãos gêmeos alienígenas, que podem "ativar" ou "desativar" seus poderes quando juntam as mãos. São originários do planeta Exor e enviados a Terra para aprender a ser heróis com a LJA, ou como chamava o desenho "Superamigos". Enquanto Zan pode tomar a forma água em seus diversos estados (gasoso, líquido, sólido) alterando inclusive a temperatura sem mudança de estado, Jayna pode tomar a forma de animais, como macacos, dinossauros etc. Uma versão repaginada foi criada pelo ilustrador Alex Ross.

## Poderes e habilidades
Jayna pode transformar-se em qualquer animal (terrestre, alienígena, extinto ou mitológico), enquanto Zan pode transformar-se em água na forma sólida, líquida ou gasosa. Na forma sólida, pode também assumir a forma de objetos de gelo, como Facas, Espadas, Escadas ou etc. Na forma líquida, pode combinar-se com água preexistente, aumentando sua massa e volume. Os gêmeos só podem mudar de forma se suas mãos estiverem em contato.

## Gleek
Ele é um macaco azul dos Super-Gêmeos. Parte do tempo atrapalha, parte do tempo salva o dia.

## Outras mídias

### Liga da Justiça
No desenho da Liga da Justiça, aparece uma estátua dos Supergêmeos (no episódio "Injustiça para Todos")

### Liga da Justiça Sem Limites
No desenho da Liga da Justiça Sem Limites, eles aparecem como Downpour e Shifter sem o famoso "ativar!", em uma história em que o governo cria uma equipe de supers toda baseada nos antigos heróis dos Superamigos, como Vulcão Negro, Chefe Apache e outros.

### Smallville
Zan e Jayna aparecem na nona temporada da série de TV Smallville no episódio Idol. Zan é interpretado por David Gallagher e Jayna por Allison Scagliotti.

### Teen Titans Go!
Zan e Jayna aparecem no episódio "Você está despedido". Eles aparecem nos testes da equipe para substituir Mutano, enquanto Robin fica impressionado com os poderes de Jayna, Zan é contratado apenas como recepcionista para poder ativar os poderes da irmã.